# Nanhaisjön
Nanhaisjön eller Nanhai eller Nanhai Hu (kinesiska: 南海湖) är en konstjord sjö i Kina. Den ligger i Xichengdistriktet centrala Peking. Nanhai bildar tillsammans med sjön Zhonghai parkområdet Zhongnanhai, som är högkvarteret för Kinas kommunistiska parti KKP och säte för Kinas regering.
Nanhaisjön ligger 47 meter över havet.

## Historia
Nanhaisjön uppfördes när Taiyesjön expanderades söder ut under Mingdynastin (1368–1644). I samband med expansionen delades även den ursprungliga Taiyesjön i två delar till dagens Beihaisjön och Zhonghaisjön. Tillsammans kallades dessa tre sjöar Tre främre haven som även omslöts av muren runt den kejserliga staden. Schaktmassorna från utgrävningen av Nanhaisjön användes för att förstora det konstgjorda berget i Jingshanparken norr om Förbjudna staden.